# Made in Russia (песня Ольги Бузовой)
«Made in Russia» (с англ. — «Сделано в России») — песня российской певицы Ольги Бузовой, выпущенная в качестве сингла 13 сентября 2024 года. Её написали Елена Прощенко, Максим Лошаков и Алексей Величко. Песня стилизована под русскую народную и позиционируется как патриотическая.

## Музыкальное видео
В музыкальном видео на песню Бузова появилась в образе проводницы, а для съёмок она арендовала целый поезд. «Я была проводницей, ведь я и так проводница для многих в этой жизни, если вы понимаете, о ком я говорю. Мы снимали в поезде — такого никто не делал. Съёмки были сложными. Меня накрыла ностальгия, когда я, учась в институте, ездила за 990 рублей из Москвы в Петербург и обратно. А сейчас я просто снимаю поезд, чтобы рассказать и показать моей публике то, что мне хочется», — поделилась певица. По сюжету, Бузова-проводница идёт по вагону, заглядывая в каждое купе, в каждом из которых самая разнообразна публика: обычная семья, юноша с гитарой в камуфляже и голубом берете, парящиеся мужчины, казаки, хоккеисты в полной амуниции, балерины и космонавт в скафандре. Параллельно Бузова танцует и поёт в коридоре вагона, в конце ролика к ней присоединяются уже все пассажиры.

## Версия с Надеждой Бабкиной
19 марта 2025 года во время своего юбилейного концерта Надежда Бабкина исполнила песню «Made in Russia» дуэтом с Ольгой Бузовой. Бузова планировала исполнить сольный номер, но Бабкина решила удивить зрителей совместным выступлением. 11 апреля состоялся цифровой релиз студийной версии дуэта.

## Отзывы
Алексей Мажаев из InterMedia оценил работу средне и предположил, что она должна была показать Ольгу Бузову в роли этакого женского воплощения Shaman’а, но получилось, по его мнению, «как-то не очень». По его мнению, певице плохо даётся серьёзная «патриотика», ну а когда она пытается дать пафоса, получается скорее стёбно и юмористически. Не высокого мнения он остался и о дуэтной версии с Бабкиной: «Надежда Георгиевна так активно включилась в процесс, что произведение стало казаться ещё более абсурдным. Как минимум на уровне несовпадения вокала и харизмы солисток. Бабкина вроде как собиралась поддержать Бузову, но по сути теперь они тонут вместе (с конём)».

## История релиза
| Регион | Дата             | Версия                      | Формат                      | Лейбл        | Ист.   |
| ------ | ---------------- | --------------------------- | --------------------------- | ------------ | ------ |
| Мир    | 13 сентября 2025 | Оригинал                    | Цифровая загрузка, стриминг | Archer Music | [ 11 ] |
| Мир    | 31 января 2025   | DJ Karimom & DJ Oskar Remix | Цифровая загрузка, стриминг | Archer Music | [ 12 ] |
| Мир    | 11 апреля 2025   | Дуэт с Надеждой Бабкиной    | Цифровая загрузка, стриминг | Archer Music | [ 13 ] |